# 玉清湖
玉清湖是一个位于中国山东省济南市的淡水湖，面积约为5.03平方千米，属于黄河区。它的一级流域为黄河流域，二级流域为黄河干流水系。